# Thyenula hortensis
Thyenula hortensis is een spinnensoort in de taxonomische indeling van de springspinnen (Salticidae).
Het dier behoort tot het geslacht Thyenula. De wetenschappelijke naam van de soort werd voor het eerst geldig gepubliceerd in 2008 door Wanda Wesołowska & Cumming.